# 2053 Nuki
2053 Nuki је астероид главног астероидног појаса чија средња удаљеност од Сунца износи 2,802 астрономских јединица (АЈ).
Апсолутна магнитуда астероида је 11,9.